# Aaron Paul

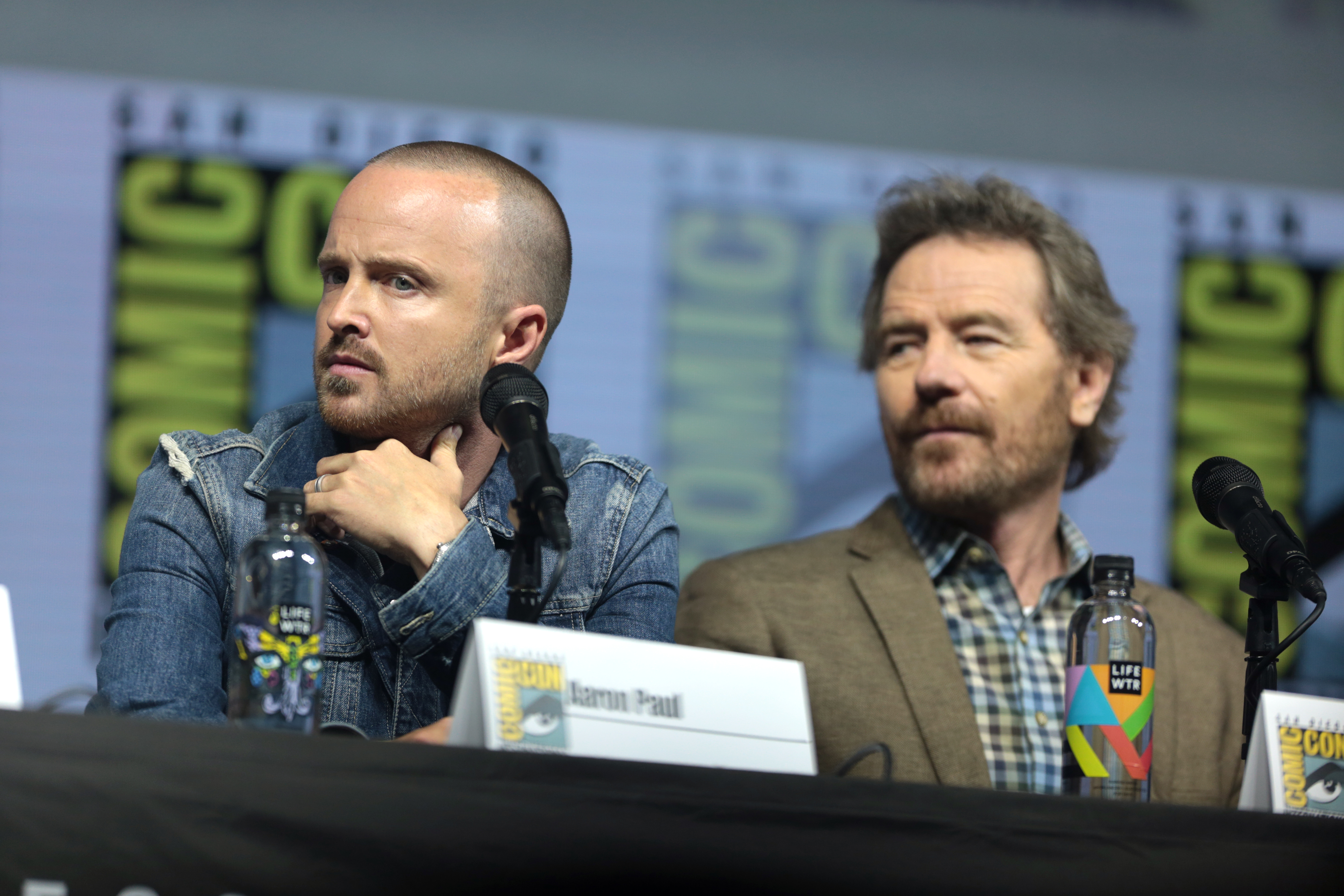
Aaron Paul i Bryan Cranston

Aaron Paul (ur. jako Aaron Paul Sturtevant;  27 sierpnia 1979 w Emmett) – amerykański aktor i producent filmowy i telewizyjny, występował w roli Jessego Pinkmana w serialu AMC Breaking Bad.

## Życiorys
Urodził się w Emmett w stanie Idaho jako najmłodszy z piątki dzieci Darli (z domu Haynes) i Roberta Sturtevanta, pastora baptystów. W 1998 ukończył Centennial High School w Boise.
Po występach w amerykańskich serialach telewizyjnych, w tym w serialu HBO Trzy na jednego (Big Love), stał się sławny w 2008 dzięki dobrze przyjętej przez krytyków roli Jessego Pinkmana w serialu AMC Breaking Bad, za którą otrzymał dwie nagrody Emmy (tzw. Primetime Emmy) dla najlepszego aktora drugoplanowego w serialu dramatycznym, co uczyniło go jednym z pięciu aktorów, którzy zdobyli tę nagrodę więcej niż jeden raz. Zdobył także dwie nagrody Saturna dla najlepszego drugoplanowego aktora  w telewizji. Był gwiazdą filmu Need for Speed (2014).
W 1996 wyjechał do Los Angeles, by wziąć udział w konkursie International Modeling and Talent Association (IMTA). Zdobył drugie miejsce w konkursie i podpisał kontrakt z agentem. Na początku kariery często pokazywał się w reklamach Juicy Fruit, Corn Pops i Vanilla Coke. W latach 1996–97 pracował jako bileter i operator kina w Universal Studios w Hollywood.
3 stycznia 2000 pojawił się w jednym z  odcinków teleturnieju The Price is Right.
Wystąpił w teledyskach do piosenki zespołu Korn „Thoughtless” (2002) i utworu Everlasta „White Trash Beautiful” (2004).

## Życie prywatne
26 maja 2013 ożenił się z Lauren Parsekian. 
W listopadzie 2022 r. Paul prawnie usunął Sturtevant ze swojego pełnego nazwiska.

## Filmografia
| Filmy |                                 |                                     |                                    |                                 |                            |
| Rok   | Tytuł oryginalny                | Tytuł polski                        | Rola                               | Uwagi                           | Źr                         |
| 2000  | Whatever It Takes               | Wszystkie chwyty dozwolone          | Floyd                              |                                 | [ 8 ] [ 9 ] [ 10 ] [ 11 ]  |
| 2000  | Help! I'm a Fish                | Ratunku, jestem rybką!              | Chuck (głos, wersja angielska)     |                                 | [ 8 ] [ 10 ] [ 11 ]        |
| 2001  | K-PAX                           | –                                   | Michael Powell                     |                                 | [ 8 ] [ 9 ] [ 10 ]         |
| 2002  | National Lampoon's Van Wilder   | Wieczny student                     | zmordowany facet                   |                                 | [ 8 ] [ 9 ] [ 10 ]         |
| 2002  | Wasted                          | Ćpuny                               | Owen                               |                                 | [ 8 ] [ 9 ] [ 11 ]         |
| 2004  | Perfect Opposites               | Idealnie niedobrana para            | Monty Brandt                       |                                 | [ 8 ] [ 10 ]               |
| 2005  | Candy Paint                     | –                                   | Brad Miller                        | film krótkometrażowy            | [ 8 ] [ 10 ]               |
| 2005  | Bad Girls from Valley High      | –                                   | Jonathon Wharton                   |                                 | [ 8 ] [ 9 ] [ 10 ]         |
| 2006  | Choking Man                     | –                                   | Jerry                              |                                 | [ 8 ] [ 9 ] [ 10 ]         |
| 2006  | Mission: Impossible III         | –                                   | Rick Meade                         |                                 | [ 8 ] [ 9 ] [ 10 ]         |
| 2007  | Daydreamer                      | –                                   | Clinton Roark                      |                                 | [ 8 ] [ 9 ] [ 10 ]         |
| 2007  | Leo                             | –                                   | Hustler                            | film krótkometrażowy            | [ 8 ] [ 10 ]               |
| 2008  | Say Goodnight                   | –                                   | Victor                             |                                 | [ 8 ] [ 9 ] [ 10 ]         |
| 2009  | The Last House on the Left      | Ostatni dom po lewej                | Francis                            |                                 | [ 8 ] [ 9 ] [ 10 ]         |
| 2010  | Wreckage                        | –                                   | Rick                               |                                 | [ 8 ] [ 9 ] [ 10 ]         |
| 2010  | Weird: the Al Yankovic Story    | –                                   | Al 'Weird Al' Yankovic             | film krótkometrażowy            | [ 8 ] [ 10 ]               |
| 2011  | Quirky Girl                     | –                                   | Joseph                             | film krótkometrażowy            | [ 8 ] [ 10 ]               |
| 2012  | Smashed                         | Wyjść na prostą                     | Charlie Hannah                     |                                 | [ 8 ] [ 9 ] [ 10 ]         |
| 2013  | Decoding Annie Parker           | Kod Annie Parker                    | Paul                               |                                 | [ 8 ] [ 9 ] [ 10 ]         |
| 2014  | Need for Speed                  | –                                   | Tobey Marshall                     |                                 | [ 8 ] [ 9 ] [ 10 ] [ 12 ]  |
| 2014  | A Long Way Down                 | Nauka spadania                      | J.J. Maguire                       |                                 | [ 8 ] [ 9 ] [ 10 ]         |
| 2014  | Hellion                         | Piekielny chłopak                   | Hollis Wilson                      | także współproducent wykonawczy | [ 8 ] [ 9 ] [ 10 ]         |
| 2014  | Exodus: Gods and Kings          | Exodus: Bogowie i królowie          | Jozue                              |                                 | [ 8 ] [ 9 ] [ 10 ]         |
| 2015  | Unity                           | –                                   | narrator                           | film dokumentalny               | [ 8 ] [ 13 ] [ 10 ]        |
| 2015  | Eye in the Sky                  | Niewidzialny wróg                   | Steve Watts                        |                                 | [ 8 ] [ 9 ] [ 10 ]         |
| 2015  | Fathers and Daughters           | Ojcowie i córki                     | Cameron                            |                                 | [ 8 ] [ 9 ] [ 10 ]         |
| 2016  | Triple 9                        | Psy mafii                           | Gabe Welch                         |                                 | [ 8 ] [ 9 ] [ 10 ] [ 11 ]  |
| 2016  | Central Intelligence            | Agent i pół                         | Phil Stanton                       |                                 | [ 8 ] [ 9 ] [ 10 ]         |
| 2016  | Kingsglaive: Final Fantasy XV   | Final Fantasy XV: Gwardia Królewska | Nyx Ulric (głos, wersja angielska) |                                 | [ 8 ] [ 10 ] [ 11 ] [ 14 ] |
| 2016  | The 9th Life of Louis Drax      | 9. życie Louisa Draxa               | Peter Drax                         |                                 | [ 8 ] [ 9 ] [ 10 ] [ 11 ]  |
| 2016  | Come and Find Me                | Znajdź mnie                         | David                              |                                 | [ 8 ] [ 9 ] [ 10 ]         |
| 2018  | American Woman                  | Siła nadziei                        | Chris                              |                                 | [ 8 ] [ 9 ] [ 11 ]         |
| 2018  | Welcome Home                    | Witaj w raju                        | Bryan Palmer                       |                                 | [ 8 ] [ 9 ] [ 10 ]         |
| 2019  | The Parts You Lose              | To, co stracone                     | Man                                | także producent                 | [ 8 ] [ 9 ] [ 10 ]         |
| 2019  | El Camino: A Breaking Bad Movie | El Camino: Film Breaking Bad        | Jesse Pinkman                      | także producent                 | [ 8 ] [ 9 ]                |
| 2020  | Adam                            | –                                   | Adam Niskar                        |                                 | [ 8 ] [ 15 ]               |
| 2022  | Dual                            | –                                   | Trent                              |                                 | [ 8 ] [ 9 ]                |
| 2025  | Ash                             | –                                   | Brion                              |                                 | [ 8 ] [ 9 ] [ 16 ]         |
|       | Bear Country                    | –                                   | Jeff                               | w trakcie kręcenia              | [ 8 ] [ 17 ] [ 18 ]        |

| Produkcje telewizyjne |                                   |                                   |                                    |                                                                        |                           |
| Rok                   | Tytuł oryginalny                  | Tytuł polski                      | Rola                               | Uwagi                                                                  | Źr                        |
| 1998                  | Even the Losers                   | –                                 |                                    | film telewizyjny                                                       | [ 8 ] [ 19 ]              |
| 1999                  | Beverly Hills, 90210              | –                                 | Chad                               | serial telewizyjny, odcinek: „Fortune Cookie”                          | [ 8 ] [ 19 ]              |
| 1999                  | Melrose Place                     | –                                 | Frat Boy                           | serial telewizyjny, odcinek: „The Daughterboy”                         | [ 8 ] [ 19 ]              |
| 1999                  | Suddenly Susan                    | A teraz Susan                     | Zipper                             | serial telewizyjny, odcinek: „A Day in the Life”                       | [ 8 ] [ 9 ] [ 19 ]        |
| 1999                  | 3rd Rock from the Sun             | Trzecia planeta od Słońca         | student                            | serial telewizyjny, odcinek: „Dick's Big Giant Headache: Part II”      | [ 8 ] [ 19 ]              |
| 1999                  | Locust Valley                     | –                                 | Gregor                             | film telewizyjny                                                       | [ 8 ]                     |
| 2000                  | The Price Is Right                | Dobra cena                        | (w roli samego siebie)             | teleturniej                                                            | [ 8 ] [ 19 ]              |
| 2000                  | Get Real                          | Luzik Guzik                       | Derek                              | serial telewizyjny, odcinek: „History Lessons”                         | [ 8 ] [ 9 ] [ 19 ]        |
| 2001                  | 100 Deeds for Eddie McDowd        | 100 dobrych uczynków              | Ethan                              | serial telewizyjny, odcinek: „Eddie Loves Tori”                        | [ 8 ] [ 9 ]               |
| 2001                  | The Division                      | Babski oddział                    | Tyler Petersen                     | serial telewizyjny, odcinek: „Hero”                                    | [ 8 ]                     |
| 2001                  | Nikki                             | –                                 | Scott                              | serial telewizyjny, odcinek: „Family Lies”                             | [ 8 ] [ 9 ] [ 19 ]        |
| 2001                  | The Guardian                      | Obrońca                           | Ethan Ritter                       | serial telewizyjny, odcinek: „The Men from the Boys”                   | [ 8 ] [ 9 ] [ 19 ]        |
| 2001                  | The X-Files                       | Z Archiwum X                      | David „Sky Commander Winky” Winkle | serial telewizyjny, odcinek: „Lord of the Flies”                       | [ 8 ] [ 9 ] [ 19 ]        |
| 2001–2002             | Judging Amy                       | Potyczki Amy                      | „X-Ray” Conklin                    | serial telewizyjny, 2 odcinki                                          | [ 8 ] [ 9 ] [ 19 ]        |
| 2002                  | NYPD Blue                         | Nowojorscy gliniarze              | Marcus Denton                      | serial telewizyjny, odcinek: „Oh, Mama!”                               | [ 8 ] [ 9 ]               |
| 2002                  | CSI: Crime Scene Investigation    | CSI: Kryminalne zagadki Las Vegas | Peter Hutchins Jr.                 | serial telewizyjny, odcinek: „Felonious Monk”                          | [ 8 ] [ 9 ] [ 19 ]        |
| 2002                  | Birds of Prey                     | Ptaki nocy                        | Jerry                              | serial telewizyjny, odcinek: „Pilot”                                   | [ 8 ] [ 9 ] [ 19 ]        |
| 2002                  | Wasted                            | –                                 | Owen Turner                        | film telewizyjny                                                       | [ 8 ] [ 11 ] [ 19 ]       |
| 2003                  | ER                                | Ostry dyżur                       | Doug                               | serial telewizyjny, odcinek: „A Saint in the City”                     | [ 8 ] [ 9 ] [ 19 ]        |
| 2003                  | Kingpin                           | Król koki                         | Stoner                             | serial telewizyjny, odcinek: „El Velorio”                              | [ 8 ] [ 11 ]              |
| 2003                  | CSI: Miami                        | CSI: Kryminalne zagadki Miami     | Ben Gordon                         | serial telewizyjny, odcinek: „Grave Young Men”                         | [ 8 ] [ 9 ] [ 19 ]        |
| 2003                  | Guiding Light                     | –                                 | Adrian Pascal                      | serial telewizyjny, 1 odcinek                                          | [ 8 ]                     |
| 2003                  | Threat Matrix                     | Raport o zagrożeniach             | Shane                              | serial telewizyjny, odcinek: „Natural Borne Killers”                   | [ 8 ] [ 9 ]               |
| 2004                  | Line of Fire                      | –                                 | Drew Parkman                       | serial telewizyjny, odcinek: „Mother & Child Reunion”                  | [ 8 ]                     |
| 2005                  | Veronica Mars                     | Weronika Mars                     | Eddie LaRoche                      | serial telewizyjny, odcinek: „Silence of the Lamb”                     | [ 8 ] [ 9 ] [ 19 ]        |
| 2005                  | Joan of Arcadia                   | Joan z Arkadii                    | DeNunzio                           | serial telewizyjny, odcinek: „Secret Service”                          | [ 8 ] [ 9 ] [ 19 ]        |
| 2005                  | Point Pleasant                    | Miasteczko Point Pleasant         | Mark Owens                         | serial telewizyjny, 3 odcinki                                          | [ 8 ] [ 19 ]              |
| 2005                  | Criminal Minds                    | Zabójcze umysły                   | Michael Zizzo                      | serial telewizyjny, odcinek: „The Popular Kids”                        | [ 8 ] [ 19 ]              |
| 2005                  | Sleeper Cell                      | Uśpiona komórka                   | nastolatek                         | serial telewizyjny, odcinek: „Al-Faitha”                               | [ 8 ] [ 19 ]              |
| 2006                  | Bones                             | Kości                             | Stew Ellis                         | serial telewizyjny, odcinek: „The Superhero in the Alley”              | [ 8 ] [ 9 ] [ 19 ]        |
| 2006                  | Ghost Whisperer                   | Zaklinacz dusz                    | „Link”                             | serial telewizyjny, odcinek: „Fury”                                    | [ 8 ] [ 9 ] [ 19 ]        |
| 2007–2011             | Big Love                          | Trzy na jednego                   | Scott Quittman                     | serial telewizyjny, 14 odcinków                                        | [ 8 ] [ 9 ] [ 11 ] [ 19 ] |
| 2008–2013             | Breaking Bad                      | –                                 | Jesse Pinkman                      | serial telewizyjny, 62 odcinki                                         | [ 8 ] [ 9 ] [ 19 ]        |
| 2012                  | Robot Chicken                     | –                                 | Glenn (głos)                       | serial telewizyjny, odcinek: „Robot Chicken DC Comics Special”         | [ 8 ] [ 19 ]              |
| 2012–2013             | Tron: Uprising                    | Tron: Rebelia                     | Cyrus (głos)                       | serial telewizyjny, 3 odcinki                                          | [ 8 ] [ 19 ]              |
| 2013                  | The Simpsons                      | Simpsonowie                       | Jesse Pinkman                      | serial telewizyjny, odcinek: „What Animated Women Want”                | [ 8 ] [ 19 ]              |
| 2013                  | Saturday Night Live               | –                                 | Jesse Pinkman/ Meth Nephew         | program telewizyjny, odcinek: „Tina Fey/Arcade Fire”                   | [ 8 ] [ 9 ] [ 19 ]        |
| 2013                  | Mythbusters                       | Pogromcy mitów                    | (w roli samego siebie)             | serial telewizyjny, odcinek: „Breaking Bad Special”                    | [ 8 ] [ 19 ]              |
| 2014–2020             | BoJack Horseman                   | –                                 | Todd Chavez (głos)                 | serial telewizyjny, 76 odcinków, także producent wykonawczy            | [ 8 ] [ 9 ] [ 19 ] [ 20 ] |
| 2016–2018             | The Path                          | Sekta                             | Eddie Lane                         | serial telewizyjny, 36 odcinków, także producent                       | [ 8 ] [ 9 ] [ 19 ] [ 21 ] |
| 2017                  | Black Mirror                      | Czarne lustro                     | Gamer691 (głos)                    | serial telewizyjny, odcinek: „USS Callister”                           | [ 8 ] [ 19 ]              |
| 2019–2020             | Truth Be Told                     | –                                 | Warren Cave                        | serial telewizyjny, 8 odcinków                                         | [ 8 ] [ 9 ] [ 19 ]        |
| 2020–2022             | Westworld                         | –                                 | Caleb Nichols                      | serial telewizyjny, 16 odcinków                                        | [ 8 ] [ 9 ] [ 19 ]        |
| 2022                  | Better Call Saul                  | Zadzwoń do Saula                  | Jesse Pinkman                      | serial telewizyjny, odcinki: „Breaking Bad”, „Waterworks”              | [ 8 ] [ 19 ] [ 22 ]       |
| 2023                  | Black Mirror                      | Czarne lustro                     | Cliff Stanfield                    | serial telewizyjny, odcinek: „Beyond the Sea”                          | [ 8 ] [ 9 ]               |
| 2023                  | It's Always Sunny in Philadelphia | U nas w Filadelfii                | on sam                             | serial telewizyjny, odcinek: „Celebrity Booze: The Ultimate Cash Grab” | [ 8 ] [ 9 ] [ 23 ]        |
| 2025                  | Invincible                        | Niezwyciężony                     | Scott Duvall / Powerplex           | głos, 2 odcinki                                                        | [ 8 ] [ 9 ] [ 24 ]        |

## Nagrody
- Nagrody Stowarzyszenia Krytyków Telewizyjnych 2014 – nagroda dla najlepszego aktora drugoplanowego;
- Gildia Aktorów Srebrnego Ekranu 2014 – nagroda dla najlepszej ekipy aktorskiej w serialu;
- Nagroda Satelita 2013 – nagroda dla najlepszego aktora drugoplanowego w serialu telewizyjnym;
- Nagroda Emmy 2010, 2012, 2014 – nagroda dla najlepszego aktora drugoplanowego;
- Saturn 2010, 2012, 2014 – nagroda dla najlepszego aktora drugoplanowego;
- Nagrody Gold Derby 2009, 2010, 2014 – nagroda dla najlepszego aktora drugoplanowego;
- Online Film & Television Association 2009, 2010, 2013, 2014 – nagroda dla najlepszego aktora drugoplanowego w serialu dramatycznym
- Trzykrotnie uhonorowany Primetime Emmy Award i trzykrotnie wyróżniony Saturnem.
- Międzynarodowy Festiwal Filmowy w Dallas 2014 – nagroda dla najlepszego zespołu aktorskiego w filmie Piekielny chłopak (2014)
- Międzynarodowy Festiwal Filmowy w Mediolanie 2014 – nominacja dla najlepszego aktora drugoplanowego w filmie Decoding Annie Parker (2013)